# Sihadatuon
Sihadatuon is een bestuurslaag in het regentschap Tapanuli Tengah van de provincie Noord-Sumatra, Indonesië. Sihadatuon telt 341 inwoners (volkstelling 2010).